# Stiff Upper Lip Live
A Siff Upper Lip Live egy koncertfilm az ausztrál AC/DC együttestől. A felvétel Németországban a müncheni olimpiai stadionban készült, 2001. június 14-én.

## Számlista
1. "Stiff Upper Lip" (Young, Young)
2. "You Shook Me All Night Long" (Young, Young, Johnson)
3. "Problem Child" (Young, Young, Scott)
4. "Thunderstruck" (Young, Young)
5. "Hell Ain't a Bad Place to Be" (Young, Young, Scott)
6. "Hard as a Rock" (Young, Young)
7. "Shoot to Thrill" (Young, Young, Johnson)
8. "Rock and Roll Ain't Noise Pollution" (Young, Young, Johnson)
9. "What Do You Do for Money Honey" (Young, Young, Johnson)
10. "Bad Boy Boogie" (Young, Young, Scott)
11. "Hells Bells" (Young, Young, Johnson)
12. "Up to My Neck in You" (Young, Young, Scott)
13. "The Jack" (Young, Young, Scott)
14. "Back in Black" (Young, Young, Johnson)
15. "Dirty Deeds Done Dirt Cheap" (Young, Young, Scott)
16. "Highway to Hell" (Young, Young, Scott)
17. "Whole Lotta Rosie" (Young, Young, Scott)
18. "Let There Be Rock" (Young, Young, Scott)
19. "T.N.T." (Young, Young, Scott)
20. "For Those About to Rock (We Salute You)" (Young, Young, Johnson)
21. "Shot Down in Flames" (Young, Young, Scott)

### Közreműködők
- Angus Young (szólógitár)
- Malcolm Young (ritmusgitár)
- Brian Johnson (ének)
- Cliff Williams (basszusgitár)
- Phil Rudd (dobok)